# Liste der Kulturgüter in Boningen
Die Liste der Kulturgüter in Boningen enthält alle Objekte in der Gemeinde Boningen im Kanton Solothurn, die gemäss der Haager Konvention zum Schutz von Kulturgut bei bewaffneten Konflikten, dem Bundesgesetz vom 20. Juni 2014 über den Schutz der Kulturgüter bei bewaffneten Konflikten sowie der Verordnung vom 29. Oktober 2014 über den Schutz der Kulturgüter bei bewaffneten Konflikten unter Schutz stehen.
Objekte der Kategorie A sind im Gemeindegebiet nicht ausgewiesen, Objekte der Kategorie B sind vollständig in der Liste enthalten, Objekte der Kategorie C fehlen zurzeit (Stand: 1. Januar 2023).

## Kulturgüter
| Foto |                                                                                 | Objekt                                              | Kat. | Typ | Standort                       | Beschreibung |
| ---- | ------------------------------------------------------------------------------- | --------------------------------------------------- | ---- | --- | ------------------------------ | ------------ |
| BW   | Datei hochladen · Wikidata zu Eichlibann, eisenzeitliche Grabhügel (Q116760774) | Eichlibann, eisenzeitliche Grabhügel KGS-Nr.: 00933 | B    | F   | Eichliban 631040 / 239530      |              |
| BW   | Datei hochladen · Wikidata zu Bauernhaus (17. Jh.) (Q29880588)                  | Bauernhaus KGS-Nr.: 04513                           | B    | G   | Dorfstrasse 41 631616 / 239590 |              |
| BW   | Datei hochladen · Wikidata zu Wirtshaus St. Urs (1644) (Q29880597)              | Wirtshaus St. Urs KGS-Nr.: 04514                    | B    | G   | Kreuzplatz 10 631612 / 239930  |              |
| ja   | Datei hochladen · Wikidata zu Speicher (1712) (Q29880592)                       | Speicher KGS-Nr.: 13491                             | B    | G   | Dorfstrasse 24 631589 / 239731 |              |
| ja   | Datei hochladen · Wikidata zu Kapelle Maria Hilf (Q29880591)                    | Kapelle Maria Hilf KGS-Nr.: 13492                   | B    | G   | Dorfstrasse 62 631601 / 239772 |              |
| BW   | Datei hochladen · Wikidata zu Tanzhüsli (Q29880595)                             | Tanzhüsli KGS-Nr.: 13493                            | B    | G   | Kreuzplatz 12 631582 / 239946  |              |